# Хиповитаминоза Д
Хиповитаминоза и авитаминоза витамина Д манифестују се као рахитис и тетанија.

## Рахитис
Рахитис захвата цели организам детета. Болест је најизразитија у периоду растења.

### Етиологија
Рахитис настаје због недовољно уношења витамина Д. Поред овог значајни су и други чиниоци:
- неадекватна исхрана, у којој хранљиве материје нису добро избалансиране. Превише цереалија доприноси настанку рахитиса.
- недовољан унос беланчевина,
- недовољан унос минералних материја
- прекомерно конзумирање угљених хидрата (брашна),
- лоши животни услови,
- недовољно излагање сунчевој светлости,
- прекомерна влажност у животном простору,
- лоша нега и хигијена детета.

Под дејством ултравиолетних зрака провитамин је претворен у витамин Д. Ако дете недовољно времена проводи сунчајући се, ово није могуће, и појављују се симптоми болести. Ово је посебно изражено у зиму и пролеће. Рахитис негативно утиче и на раст. Много чешће обољевају недоношчад.

### Патогенеза
Патогенеза је повезана са улогом витамина Д у организму. Ако је присутна инсуфицијенција витамина Д, Ca и  се слабије ресорбују у цревима, стога је смањен и њихов ниво у крви, а и њихово таложење у костима.

### Клиничка слика
Болест се најчешће јавља од 3. месеца до друге године живота. Захвата цео организам. Симптоматологија по органским системима је сложена.

#### Локомоторни систем
На костима главе јавља се краниотабес, односно омекшање костију главе. Јавља се у трећем, а ишчезава у осмом месецу. Омекшане су паријетална и потиљачна кост. При палпацији костију, јавља се карактеристично пуцкетање (налик на пипање пинг-понг лоптице или пергамент-папира).
Четвртаста глава (Caput quadratum) су испупчења настала на предњем, задњем делу и странама главе, услед нагомилавања остеидног ткива.

## Футноте
1. 1 2 3 4  Костић, стр. 175